# Polla aristariodes
Polla aristariodes är en fjärilsart som beskrevs av Paul Dognin 1900. Polla aristariodes ingår i släktet Polla och familjen mätare. Inga underarter finns listade i Catalogue of Life.